# Adad-nirari II
Adad-nirari II, o più correttamente in accadico Adad-nīrārī, "Adad (= il dio della tempesta) è il mio aiuto" (... – 891 a.C.), è stato un sovrano assiro.
Salito al potere durante gli inizi dell'Impero neo-assiro, Adad-nīrārī II portò avanti alcune imprese militari; fra queste, come il suo successore Tukulti-Ninurta II e Assurnasirpal II, nella valle del Khabur e nella fascia pedemontana del Tur Abdin, rendendo vassalli gran parte dei piccoli stati di origine aramaica della zona. Agì su tre fronti, ossia sul pianoro dell'Alta Mesopotamia, lungo il confine con la Babilonia e a nord dell'Assiria. A nord Adad-nirari poté conquistare Katmukhi e le terre di Khabkhi, riuscendo così a rifornirsi di legna e cavalli per il proprio esercito; in Babilonia si produsse una situazione di stallo, confermata dal trattato concluso col sovrano Nabu-shum-ukin, che non evidenzia cambiamenti sostanziali ai propri territori; nelle zone aramaiche riuscì a controllarne la situazione, vincendo anche sul pericolo ribelle Nur-Adad, e con un'intensa attività edilizia ad Apqu, ottenendo il controllo della zona del Tur Abdin e tra il Khabur e il Balikh.